# NGC 6926
NGC 6926 (również PGC 64939 lub UGC 11588) – galaktyka spiralna z poprzeczką (SBc/P), znajdująca się w gwiazdozbiorze Orła. Odkrył ją William Herschel 21 lipca 1784 roku. Należy do galaktyk Seyferta typu 2.